# Красный Бор (Белыничский район)
Красный Бор (бел. Красны Бор) — упразднённая деревня, входившая в состав Техтинского сельсовета Белыничского района Могилёвской области Белоруссии. Деревня была упразднена в 2015 году.

## Население
- 2010 год — 4 человека